# Abe Gashahun
Abe Gashahun (* 20. April 1998) ist ein äthiopischer Langstreckenläufer.

## Sportliche Laufbahn
Erste Erfahrungen bei internationalen Meisterschaften sammelte Abe Gashahun bei den Crosslauf-Weltmeisterschaften 2015 in Guiyang, bei denen er nach 24:08 min den achten Platz in der U20-Wertung sicherte und in der Teamwertung die Silbermedaille hinter Kenia gewann. Anschließend nahm er im 5000-Meter-Lauf an den Juniorenafrikameisterschaften in Addis Abeba teil und belegte dort in 15:08,28 min den fünften Platz. 2019 belegte er bei den Afrikaspielen in Rabat in 13:21,29 min den vierten Platz.

## Persönliche Bestzeiten
- 3000 Meter: 7:45,91 min, 13. Juni 2018 in Ostrava
- 5000 Meter: 13:19,59 min, 6. September 2019 in Brüssel